# Madonna del Pesce
La Madonna del Pesce è un dipinto a olio su tavola, trasportato su tela (215x158 cm), di Raffaello Sanzio e aiuti, databile al 1514 circa e conservato nel Museo del Prado di Madrid.

## Storia
L'opera è citata dal Summonte in una lettera del 20 marzo 1524, che la descrisse nella chiesa di San Domenico Maggiore a Napoli, commissionata da Giovanni Battista del Doce per la cappella di Santa Rosa da Lima. 
Qui restò fino al 1638, quando entrò in possesso del viceré spagnolo, il duca di Medina Ramiro Núñez de Guzmán. Nel 1644 fu portata in Spagna ed entrò in possesso di Filippo IV, che la destinò all'Escorial.
Presa dalle truppe napoleoniche, fu a Parigi dal 1813 al 1822 e in quell'occasione venne trasportata dalla tavola alla tela. La presenza di aiuti è concordemente rilevata, e la datazione, nella critica moderna, oscilla tra il 1512 e il 1517, con una prevalenza di posizioni sul 1514 circa.
Ne esistono numerose copie che testimoniano il successo del soggetto: a Napoli, all'Escorial, a Valladolid, ecc. Si conoscono disegni preparatori nel Gabinetto dei Disegni e delle Stampe degli Uffizi e alla National Gallery of Scotland di Edimburgo.

## Descrizione e stile
Si tratta di una sacra conversazione con al centro la Madonna col Bambino su un trono rialzato e ornato da intagli, tra l'arcangelo Raffaele con Tobiolo e san Girolamo col leone addomesticato. Il nome dell'opera deriva dal pesce che Tobiolo tiene in mano, parte integrante della sua leggenda (narrata nel Libro di Tobia) secondo la quale Raffaele l'aveva aiutato a catturare un pesce velenoso, con la cui bile il giovane avrebbe poi guarito il padre dalla cecità.
Lo sfondo è una tenda verde scostata su un cielo cupo e un sintetico paesaggio collinare, come nella Madonna della Tenda, datata a quegli stessi anni. La composizione è particolarmente ricca di gesti e sguardi che rimandano da un estremo all'altro della pala. Emblematica è la figura del Bambino che guarda verso Tobiolo benedicendolo, mentre con la sinistra tiene il segno al libro retto da Girolamo. Il gesto ha forse un significato dottrinale, e allude all'inserimento del Libro di Tobia nella Vulgata a opera proprio di Girolamo.
L'uso magistrale del colore e della composizione, la cui apparente semplicità nasconde complesse forme triangolari, rettangolari e diagonali, richiamano la Stanza di Eliodoro dipinta da Raffaello in Vaticano. Una teoria di sguardi teneri caratterizza il dipinto, instaurando un'armoniosa unità emotiva, in cui lo spettatore non è escluso, grazie al taglio stretto della composizione e al dettaglio del gradino in prospettiva, che sembra quasi invitarlo a partecipare.